# Carlijn Achtereekte
Carlijn Achtereekte, född 29 januari 1990, är en nederländsk idrottare som tävlar i hastighetsåkning på skridskor. Hon blev olympisk mästare på 3 000 meter vid olympiska vinterspelen 2018 i Pyeongchang i Sydkorea.